# Bernd Brummbär
Brummbaer, auch Brummbär bzw. Bernd Brummbär, eigentlich Bernhard Matzerath (* 18. August 1945; † 16. Januar 2016 in Los Angeles) war ein deutscher digitaler Designer, der als Art Direktor, Illustrator und 3D-Designer tätig war. Er produzierte verschiedene deutsche Fernsehfilme, führte Regie und trat als Schauspieler auf. Zuletzt richtete er sein Interesse auf die Richtung Computergrafik. Er produzierte einige Kurzfilme mit dem Computer und war an den Spezialeffekten von Filmen beteiligt.

## Leben
In den 1960er Jahren malte er und gab die Undergroundzeitschrift Germania heraus. Mit einer kleinen Gruppe von Mitarbeitern entwickelte er Lightshows für verschiedene Popgruppen, wie Amon Düül, Frank Zappa, The Fugs und Tangerine Dream. Er war einer der Computeranimateure, die die Spezialeffekte für den Tristar-Film Johnny Mnemonic schufen. Außerdem machte er 1995 den Opener für das „Electronic Theater“ SIGGRAPH. Er ist einer der Pioniere digitaler Animation, wobei er sich durch seinen psychedelischen, dissoziativen und halluzinogenen Stil auszeichnet.
Im Herbst 2003 erkrankte er an Krebs. Während seiner Krankheit schrieb er eine semibiographische Erzählung mit dem Titel DER GAMMLER, erschienen bei Werner Piepers Der Grüne Zweig. Das Buch beschreibt seine psychedelischen Erfahrungen mit dem Hustenmittel Romilar im Jahre 1964. Er unterzog sich einer Chemo- und Bestrahlungstherapie und galt nach fünf Jahren Rezidivfreiheit als von seinem Krebsleiden geheilt. 2007 wurde er mit Blasenkrebs diagnostiziert, nach zwei chirurgischen Eingriffen war er krebsfrei.

## Karriere
Zwischen 1964 und 1967 trampte Brummbaer als Pflastermaler durch Europa. 1967 hatte er eine erste Ausstellung seiner Kreidezeichnungen im Art’s Lab in London. 1968 zog er nach Frankfurt am Main, wo er psychedelische Poster entwarf. Brummbaer besaß bald eine umfangreiche Sammlung in Europa noch seltener Underground Comics. Er übersetzte Robert Crumbs erstes Buch (Robert Crumbs) Head-Comix und gab es im März-Verlag heraus. Der Erfolg dieses Buches ermunterte ihn zum Start einer eigenen Verlagsreihe mit Undergroundcomics und einigen klassischen Comicstrips, den Brumm-Comix im Melzer Verlag. Aus den Gewinnen finanzierte er das Undergroundmagazin Germania. In dieser Zeit engagierte er sich in der Hausbesetzerszene und setzte sich für die Legalisierung von Marihuana und anderer sogenannter weicher Drogen ein.
Von 1972 bis 1973 arbeitete er zusammen mit Wolf Wondratschek und Georg Deuter an dem Hörspiel Maschine Nr.9.

## Filmografie

### Regisseur
- 1984: Die letzte Fahrt nach Harrisburg (The Last Trip to Harrisburg) mit R. W. Fassbinder, Udo Kier, Ed Lachman
- 2000: CyberWorld (IMAX)

### Ausstattung
- 1975: Idole
- 1977: Die Sweethearts
- 1977: Moto-Cross
- 1979: Der Allerletzte
- 1979: Arabische Nächte
- 1992: Dark Seed (Videospiel)

### Schauspieler
- 1977: Die Sweethearts
- 1979: Der Allerletzte
- Warum der Himmel kein Flugzeug ist

### Sonstiges
- Illustrator: Playboy, Penthouse, Transatlantic
- Maler: Einzelausstellung Galerie Klinzer, München, Magischer Realismus
- Animator: Bayerisches Fernsehen XX, Clip-Cafe: Production Design, Openers, Bumpers und Bühnenbilder für jugendorientierte Programme

## Computergrafik
1986 wurde Brummbaer vom International Synergy Institute in Los Angeles eingeladen, um als „Artist in Residence“ mit ihrem Fairlight CVI Computer zu arbeiten. In dieser Zeit entstanden mehrere ¾″ videos: New Worlds, Orient Ma Mind An Touch Ma Hal, Pretty Please. Ein weiterer Grund in L. A. zu leben war seine Freundschaft mit Timothy Leary, John Lilly und dessen Frau Tony. Seit der Einführung des Personal Computers warb er für digitales Design. Er entwickelte Grafik für Spiele und Spezialeffekte für Filme. 1988 war er beteiligt an Futique Inc.s Cyberpunk Interscreen/The Mind Movie in Zusammenarbeit mit Timothy Leary. Er stellte Buchumschläge, CD-Cover und Titelblätter für Zeitschriften ausschließlich mit dem Computer her und lehnte die traditionellen graphischen Medien ab.
Von 1991 bis 1993 arbeitete Brummbaer als Art Direktor für das Spiel Darkseed in Zusammenarbeit mit HR Giger. Für den Film Critters 4 entwarf er die Computergrafik. Das „Digital Be-In“ in San Francisco und die Zero-One Gallery, Los Angeles, zeigten eine erste Ausstellung seiner elektronischen Bilder, veranstaltet von Timothy Leary. Timothy Learys letztes Buch Chaos and Cyberculture enthält Illustrationen von Brummbaer.

### Sony Pictures Imageworks
- 1994 Johnny Mnemonic (Opener/Cyberspace)
- 1995 L. A. SIGGRAPH Electronic Theater (Opener) „The Craft“ (butterflies)
- 1996 Odyssey into the Mind’s Eye (Opener for „Mind’s Eye“), „Computer Animation Classics“ (Opener für „Mind’s Eye Classics“), „Dark Skies“ (TV Series pilot), „Jonny Quest“ (cartoon)
- 1997 L. A. SIGGRAPH „Electronic Theatre“ (Opener), SDDS-Logo (Cinematic Opener), „En Vogue“ MTV video

### Computergenerierte Filme
- 1998 2 1/2 Minuten IMAX/3D CyberWorld (2000)
- 1999 Bill Gates' Basement (Kurzfilm-animation)
- 2000–2001 „Thru the Moebius Strip“ mit Jean Girard Moebius – 3-Minuten-Trailer
- 2001–2002 Researching „Non-Photo-Real Renderers“ Toto's Dream -- Kurzfilm
- 2003 The Story of Computer Graphics (Dir. Frank Foster, Titel/Abspann)

### Spiele
Brummbaer hat an diversen Spielen mitgearbeitet, darunter SimCity (1989), Wolfpack (1990), Robo Sport (1991), Comanche: Operation White Lightning (1992), Q*bert (1992), Shrek 2 (2004), True Crime: New York City (2005) und Kung Fu Panda (2007).

## Auszeichnungen
- Imagina – Monte' Carlo – Content graphics (1997)
- International Monitor Award – Openers/Closers (1998)
- „Bill Gates Basement“ – Siggraph Animation Theatre (1999)